# Lastro (transporte)
O lastro (do neerlandês last) consiste em qualquer material usado para aumentar o peso e/ou manter a estabilidade de um objeto. Um exemplo são os sacos de areia carregados nos balões de ar quente tradicionais, que podem ser jogados fora para diminuir o peso do balão, permitindo que o mesmo suba.
Navios
Os navios carregaram lastro sólido, na forma de pedras, areia ou metais, por séculos. Nos tempos modernos, as embarcações passaram a usar a água como lastro, o que facilita bastante a tarefa de carregar e descarregar um navio, além de ser mais econômico e eficiente do que o lastro sólido. Quando um navio está descarregado, seus tanques recebem água de lastro para manter sua estabilidade, balanço e integridade estrutural. Quando o navio é carregado, a água é lançada ao mar.
Veleiros
Nos veleiros o lastro é o próprio patilhão ou quilha, ou seja a peça submersa que impede uma embarcação de derivar ou abater lateralmente.